# Obeidia decipiens
Obeidia decipiens är en fjärilsart som beskrevs av Thierry-mieg 1899. Obeidia decipiens ingår i släktet Obeidia och familjen mätare. Inga underarter finns listade i Catalogue of Life.